# Wreckhouse
Wreckhouse is een gebied in het uiterste zuidwesten van het Canadese eiland Newfoundland dat bekendstaat vanwege zijn uitzonderlijk winderige omstandigheden.

## Ligging
Wreckhouse bevindt zich aan de zuidrand van de Codroyvallei. Dat is een trogdal dat ingesneden is in de Anguille Mountains, een bergketen die deel uitmaakt van de Longe Range. De vallei staat bekend om de bijzonder sterke winden die er voorkomen. Langsheen een kuststrook van zo'n 15 km tussen St. Andrew's en Cape Ray is dit fenomeen het meest uitgesproken. Die kustvlakte, die doorkruist wordt door de Trans-Canada Highway, staat bekend als Wreckhouse (letterlijk "wrakhuis").
In het hart van Wreckhouse bevonden zich historisch twee nederzettingen, namelijk McDougall's Gulch en Red Rocks. Beide plaatsen werden halverwege de 20e eeuw hervestigd.

## Wind
Het gebied Wreckhouse dankt zijn naam vanwege treinen op de Newfoundland Railway (die in 1988 volledig ontmanteld werd) die bij uitzonderlijke wreckhouse winds letterlijk van de sporen geblazen werden. Bij zulke winden zijn soms extreme windstoten tot 200 km/u mogelijk, wat gelijk staat aan de kracht van een orkaan van categorie 3.
Het is niet uitzonderlijk dat bij extreme wreckhouse winds een of enkele vrachtwagens op de Trans-Canada Highway omkantelen. Truckers hebben geen andere keuze dan door het gebied te rijden, aangezien er geen andere weg de belangrijke havenplaats Channel-Port aux Basques met de rest van het eiland verbindt.
Soms worden ook gebouwen in de Codroyvallei ernstig beschadigd. In 2016 werden bijvoorbeeld drie vakantiehuisjes te Red Rocks van hun fundamenten geblazen en vernield.

## Erkenning
In 2007 duidde de Canadese publieke omroep CBC de streek aan als een van de "zeven wonderen van Newfoundland en Labrador".

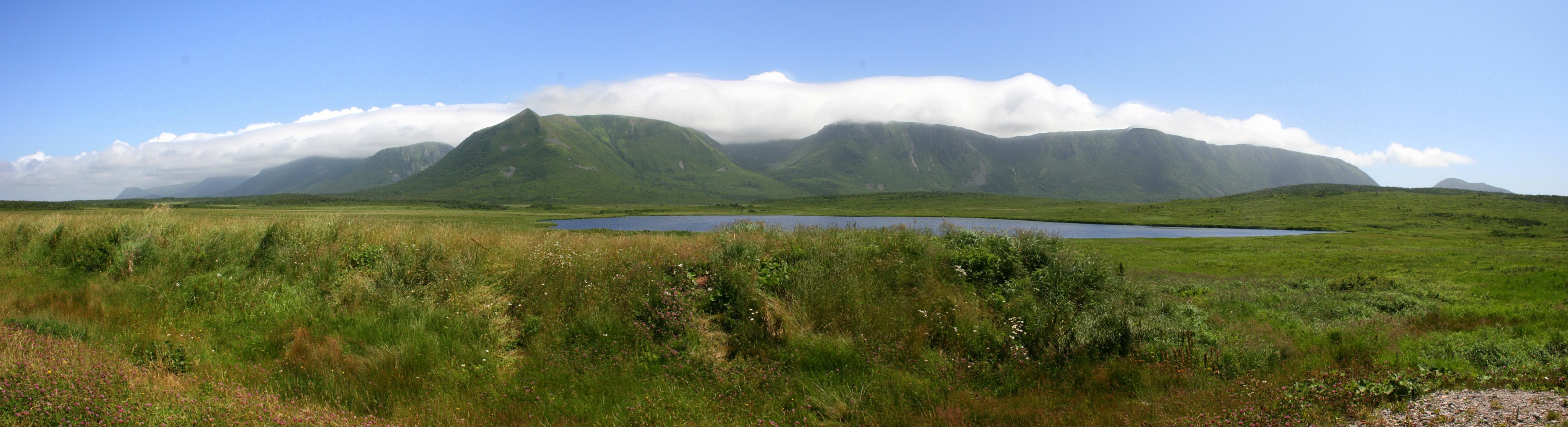
Zicht op de bergen aan de zuidwestelijke rand van de Codroyvallei vanaf Route 1, in de locatie die gekend staat als Wreckhouse.